# Stanko Barać
Stanko Barać (Mostar, 13 de Agosto de 1986) é um basquetebolista profissional croata.

## Carreira
Stanko Barać representou a Seleção Croata de Basquetebol nas Olimpíadas de 2008, que ficou em 6º lugar.